# سوزانا دياز
سوازنا دياز (بالإسبانية: Susana Díaz) (و. 1974  م) هي سياسية، ومحامية إسبانية، ولدت في إشبيلية، هي عضوةٌ حزب العمال الاشتراكي الإسباني.

## مناصب
تولت منصب رئيس المجلس العسكري للأندلس ‏ (7 سبتمبر 2013–16 يناير 2019)
- عضو مجلس الشيوخ الإسباني  [لغات أخرى]‏ (21 ديسمبر 2011–6 مايو 2012)
- عضو برلمان أندلوسيا (منذ 9 مارس 2008)
- عضو مجلس النواب الإسباني  [لغات أخرى]‏ (30 مارس 2004–15 يناير 2008).[4]

## التعليم
تعلمت في جامعة إشبيلية.